# Rick Adelman
Richard Leonard "Rick"Adelman (Lynwood, California, 16 de junio de 1946) es un exjugador y exentrenador de baloncesto estadounidense, que disputó un total de siete temporadas de la NBA como jugador. Con 1,85 metros de altura, jugaba en la posición de base.

## Trayectoria deportiva

### Universidad
Jugó durante tres temporadas con los Lions de la Universidad de Loyola Marymount, entre 1965 y 1968, con los que promedió 18,8 puntos por partido, convirtiéndose en el sexto mejor anotador de la historia de su universidad.

### Profesional
Fue elegido en la séptima ronda del Draft de la NBA de 1968 por San Diego Rockets, en el puesto 79. A pesar del puesto tan malo en el draft, consiguió un hueco en el equipo, donde se encontró como compañero a otro gran futuro entrenador, Pat Riley, haciendo las funciones de base reserva. Tras dos temporadas con los Rockets, fue incluido en el draft de expansión, siendo elegido por el nuevo equipo de Portland Trail Blazers, a comienzos de la temporada 1970-71. Su primer año en el equipo de Oregón fue el mejor de su carrera, promediando 12,6 puntos, 4,7 asistencias y 3,5 rebotes por partido. Pero su aportación fue cada vez menor, siendo traspasado a Chicago Bulls en 1973.
En su única temporada completa en los Bulls apenas contó para su entrenador, jugando tan solo 11 minutos por partido. Comenzada la temporada siguiente fue traspasado a New Orleans Jazz, donde jugó 28 partidos antes de acabar la temporada en los Kansas City Kings, en la que fue la última de su carrera como jugador. Se retiró con 27 años, tras promediar 7,7 puntos y 3,5 asistencias en sus siete temporadas en activo.

### Entrenador
Entre 1977 y 1983 entrenó a una pequeña universidad, el Chemeketa Community College de Salem (Oregón), tras lo cual fue contratado como entrenador asistente de los Portland Trail Blazers, que contaban con Jack Ramsay como entrenador principal. Tras la destitución de este último en 1986 y la contratación de Mike Schuler, Adelman continuó en su puesto. En 1989 Shuler fue despedido, ocupando su puesto como entrenador principal como interino. A pesar del récord negativo de esa temporada (39 victorias por 43 derrotas), el equipo se clasificó para los playoffs, lo que ratificó a Adelman en su puesto.
Las tres siguientes temporadas fueron muy exitosas tanto para Adelman como para los Blazers, ya que se clasificaron para las Finales de la NBA en 1990 y 1992, perdiendo ante Detroit Pistons y Chicago Bulls respectivamente, y alcanzaron la final de la Conferencia Oeste en 1991, cayendo derrotados ante los Lakers. Transcurridas otras dos temporadas, fue despedido en 1994.
Tras un año en blanco, fue contratado a comienzos de la temporada 1995-96 por Golden State Warriors, donde no pudo repetir los éxitos conseguidos con los Blazers en los dos años que allí permaneció.
En la temporada 1998-99 es contratado por Sacramento Kings, donde permaneció durante ocho temporadas, llevando al equipo en todas ellas a los playoffs, pero sin pasar nunca de la Final de Conferencia de 2002, donde cayeron ante Los Angeles Lakers por 4-3.
El 18 de mayo de 2007 es contratado por Houston Rockets, en sustitución del despedido días antes Jeff Van Gundy. En el mes de marzo consiguió una racha de 22 victorias consecutivas, la tercera mayor de la historia de la NBA, solamente superada por la conseguida en la temporada 71-72 por Los Angeles Lakers, que consiguieron 33, y en la temporada 12-13 por Miami Heat, que consiguieron 27.
El 13 de septiembre de 2011 firmó un contrato con Minnesota Timberwolves.
Después de 24 años de carrera como entrenador de la NBA, en abril de 2013 se convierte en el octavo entrenador en conseguir 1000 victorias en la la liga americana. Añade su nombre a leyendas del banquillo como Phil Jackson, Pat Riley, George Karl, Lenny Wilkens, Larry Brown, Don Nelson y Jerry Sloan.

#### Trayectoria como entrenador
| Equipo | Año     | Temporada regular | Temporada regular | Temporada regular | Temporada regular       | Playoffs                       |
| Equipo | Año     | P                 | G                 | P                 | Clasificación           | Resultado                      |
| ------ | ------- | ----------------- | ----------------- | ----------------- | ----------------------- | ------------------------------ |
| POR    | 1988-89 | 35                | 14                | 21                | 5º en División Pacífico | Pierde en 1ª ronda             |
| POR    | 1989-90 | 82                | 59                | 23                | 2º en División Pacífico | Finalista de la NBA            |
| POR    | 1990-91 | 82                | 63                | 19                | 1º en División Pacífico | Pierde en Final de Conferencia |
| POR    | 1991-92 | 82                | 57                | 25                | 1º en División Pacífico | Finalista de la NBA            |
| POR    | 1992-93 | 82                | 51                | 31                | 3º en División Pacífico | Pierde en 1ª ronda             |
| POR    | 1993-94 | 82                | 47                | 35                | 4º en División Pacífico | Pierde en 1ª ronda             |
| GS     | 1995-96 | 82                | 36                | 46                | 6º en División Pacífico | No clasificado                 |
| GS     | 1996-97 | 82                | 30                | 52                | 7º en División Pacífico | No clasificado                 |
| SAC    | 1998-99 | 50                | 27                | 23                | 3º en División Pacífico | Pierde en 1ª ronda             |
| SAC    | 1999-00 | 82                | 44                | 38                | 5º en División Pacífico | Pierde en 1ª ronda             |
| SAC    | 2000-01 | 82                | 55                | 27                | 2º en División Pacífico | Pierde en 2ª ronda             |
| SAC    | 2001-02 | 82                | 61                | 21                | 1º en División Pacífico | Pierde en Final de Conferencia |
| SAC    | 2002-03 | 82                | 59                | 23                | 1º en División Pacífico | Pierde en 2ª ronda             |
| SAC    | 2003-04 | 82                | 55                | 27                | 2º en División Pacífico | Pierde en 2ª ronda             |
| SAC    | 2004-05 | 82                | 50                | 32                | 2º en División Pacífico | Pierde en 1ª ronda             |
| SAC    | 2005-06 | 82                | 44                | 38                | 4º en División Pacífico | Pierde en 1ª ronda             |
| HOU    | 2007-08 | 82                | 55                | 27                | 3º en División Suroeste | Pierde en 1ª ronda             |
| HOU    | 2008-09 | 82                | 53                | 29                | 2º en División Suroeste | Pierde en 2ª ronda             |
| HOU    | 2009-10 | 82                | 42                | 40                | 3º en División Suroeste | No clasificado                 |
| HOU    | 2010-11 | 82                | 43                | 39                | 5º en División Suroeste | No clasificado                 |
| MIN    | 2011-12 | 66                | 26                | 40                | 5º en División Noroeste | No clasificado                 |